# Grete Heckscher
Grete Heckscher-Dahm (ur. 8 listopada 1901 w Kopenhadze, zm. 6 października 1987 w Horne) – duńska florecistka, brązowa medalistka igrzysk olimpijskich.
Na igrzyskach olimpijskich w Paryżu w 1924 roku wywalczyła brązowy medal w turnieju indywidualnym. W rundzie finałowej wygrała trzy z pięciu pojedynków i uplasowała się za rodaczką, Ellen Osiier i Brytyjką Gladys Davis. Był to jej jedyny występ olimpijski.
Nie zdobyła medalu mistrzostw świata. 